# Геттінген (район)
Геттінген (нім. Göttingen) — район у Німеччині, на півдні федеральної землі Нижня Саксонія. Адміністративний центр — місто Геттінген.

## Населення
Населення району становить 323 661 осіб (станом на 31 грудня 2021).

## Адміністративний поділ
Район складається з одного міста і 23 громад (нім. Mitgliedsgemeinden), об'єднаних у 4 об'єднання громад (нім. Samtgemeinden), а також 7 самостійних міст і 8 самостійних громад.
Дані про населення наведені станом на 31 грудня 2021. Зірочками (*) позначені центри об'єднань громад.
- Самостійні міста/громади:

| 1. Аделебзен (6170) 2. Бад-Грунд (8094) 3. Бад-Закса (місто) (7322) 4. Бад-Лаутерберг-ім-Гарц (місто) (10290) 5. Бофенден (13972) 6. Валькенрід (4333) 7. Ганноверш-Мюнден (місто) (23289) 8. Герцберг-ам-Гарц (місто) (12723) | 1. Геттінген (місто) (116557) 2. Гляйхен (8739) 3. Дудерштадт (місто) (20097) 4. Остероде-ам-Гарц (місто) (21316) 5. Росдорф (11941) 6. Фрідланд (14050) 7. Штауфенберг (7687) |

| - Об'єднання громад: - 1. Дрансфельд (9264) 1. Бюрен (521) 2. Дрансфельд (місто) * (4398) 3. Німеталь (1482) 4. Шеден (1890) 5. Юнде (973) - 2. Гібольдегаузен (13528) 1. Більсгаузен (2220) 2. Бодензе (798) 3. Воллерсгаузен (512) 4. Вольбрандсгаузен (647) 5. Гібольдегаузен * (3965) 6. Кребек (1034) 7. Обернфельд (940) 8. Рольсгаузен (840) 9. Румспрінге (1763) 10. Рюдерсгаузен (809) | - 3. Гатторф-ам-Гарц (7143) 1. Вульфтен-ам-Гарц (1801) 2. Гатторф-ам-Гарц * (3982) 3. Герден-ам-Гарц (927) 4. Ельбінгероде (433) - 4. Радольфсгаузен (7146) 1. Вааке (1253) 2. Ебергетцен * (1926) 3. Зебург (1572) 4. Зойлінген (1329) 5. Ландольфсгаузен (1066) |